# Cybianthus goyazensis
Cybianthus goyazensis är en viveväxtart som beskrevs av Carl Christian Mez. Cybianthus goyazensis ingår i släktet Cybianthus, och familjen viveväxter. Inga underarter finns listade i Catalogue of Life.